# Bate
El bate (del inglés bat) es un objeto utilizado en algunos deportes. Según el deporte, el bate tiene un peso y tamaño diferentes. Es duro y liso, y comúnmente hecho de madera.
El bate usado en los juegos de béisbol y el utilizado en los juegos de críquet son diferentes en diseño. El bate también se usa en el softball y en el pesäpallo. El uso del bate se complementa con una bola o pelota que pueda ser lanzada por otro jugador.

## El bate de béisbol

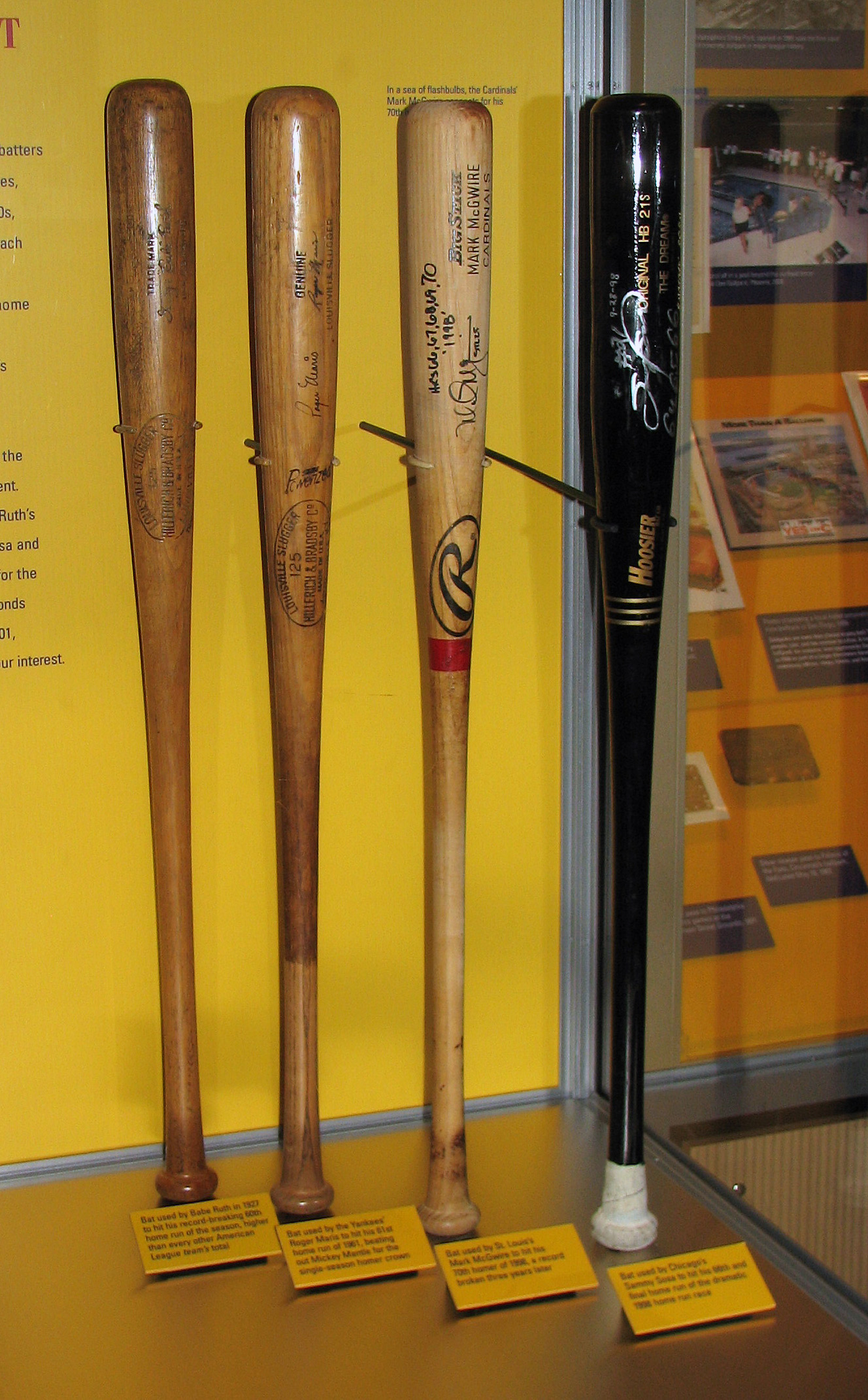
Cuatro bates de béisbol de importancia histórica se exhiben en la exposición itinerante del Salón Nacional de la Fama del Béisbol "El béisbol como Estados Unidos". De izquierda a derecha: el bate utilizado por Babe Ruth para conectar su jonrón número 60 durante la temporada de 1927, el bate utilizado por Roger Maris para conectar su jonrón número 61 durante la temporada de 1961, el bate utilizado por Mark McGwire para conectar su jonrón número 70 durante la temporada de 1998, y el bate utilizado por Sammy Sosa para su jonrón número 66 durante la misma temporada.

Un bate de béisbol es un palo liso de madera o metal que se utiliza en el deporte del béisbol para golpear la pelota lanzada por el pitcher. Por reglamentación no puede ser más de 2,61 pulgadas (6,6 cm) de diámetro en la parte más gruesa y no más de 42 pulgadas (1,067 m) de longitud. Aunque históricamente los bates pesan cerca de 1,4 kilogramos (3 libras), hay bates entre 0,9 y 1,1 kilogramos (34 a 36 onzas).

## Términos
Un bate de béisbol se divide en varias partes. El "barril" es la parte gruesa del bate, donde se supone que debe golpear la bola. La parte del barril que golpea mejor a la pelota, según el estilo de swing, se suele denominar "punto dulce". El extremo del barril se denomina "tapa", "extremo" o "tapa" del bate. Frente a la tapa, el barril se estrecha hasta encontrarse con el "mango", que es comparativamente delgado, para que los bateadores puedan agarrar cómodamente el bate con sus manos. A veces, especialmente en los bates de metal, el mango está envuelto con un "agarre" de goma o cinta. Finalmente, debajo del mango se encuentra la "perilla" del bate, una pieza más ancha que evita que el bate se resbale de las manos del bateador.
La "caída del bate"  es su peso, en onzas, menos su longitud, en pulgadas. Por ejemplo, un bate de 30 onzas y 33 pulgadas de largo tiene una caída de bate de menos 3 (30 − 33 = − 3). Las caídas más grandes incrementan la velocidad del swing; las más pequeñas generan más potencia.

## Historia
La forma del bate se ha vuelto más refinada con el tiempo. A mediados del siglo XIX, los bateadores de béisbol daban forma o tallaban sus propios bates a mano, lo cual generaba una amplia gama de formas, tamaños y pesos. Por ejemplo, había bates planos, redondos, cortos y gordos. Se sabía que los primeros eran mucho más pesados y grandes que los actuales. Durante el siglo XIX se experimentaron muchas formas y diseños de mangos. Hoy, los bates tienen un diseño mucho más estándar.

### Innovaciones

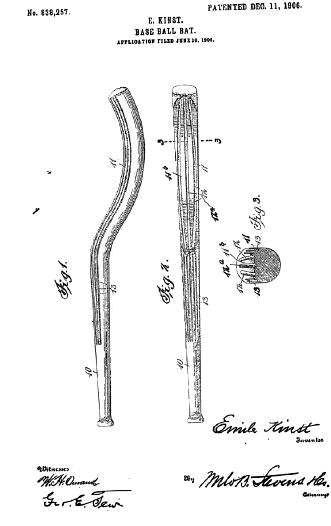
Patente N.º 430.388 (17 de junio de 1890) otorgada a Emile Kinst por un "bate de pelota mejorado".

- En 1884 Bud Hillerich, el hijo de un carpintero de Louisville, Kentuky, fabricó un bate para Pete Browning, la estrella del equipo Louisville Eclipse, una franquicia considerada de liga mayor que jugó en la Asociación Americana entre 1882 y 1891. Al día siguiente, Browning conectó tres hits la primera vez que utilizó el nuevo instrumento, lo cual impulsó la fama del chico entre los jugadores quienes solicitaban su obra artesanal.[4] Hillerich convenció a su padre de que su negocio de carpintería debía concentrarse en la fabricación de bates a la medida y gusto de los peloteros profesionales. Así nació la primera marca de bates, “Louisville Slugger”.[5]
- El 17 de junio de 1890, Emile Kinst patentó el bate de pelota, o bate tipo banana. El bate tiene forma de curva, de ahí el nombre de bate banana. El creador del bate, Kinst, escribió: "El objeto de mi invención es proporcionar un bate de pelota que produzca un movimiento rotatorio o giratorio de la pelota en su vuelo en un grado mayor del que es posible con cualquier forma actual conocida de bate de pelota, y de esta manera hacer más difícil atrapar la pelota, o si se atrapa, sostenerla, y así modificar aún más las condiciones del juego".[6]
- Para incrementar la ofensiva, La Liga Nacional implementó en 1885 una regla que permitía que los bates tuvieran un lado plano, similar a los utilizados en el Críquet. La propuesta vino de uno de los jefes de los Medias Rojas de Cincinnati, Harry Wright, para fomentar el bateo. Sim embargo, los bates tendían a romperse, así que la norma desapareció en 1893.[7]
- El bate fungo, fabricado en 1906 por Spalding. Como los bates de béisbol eran más grandes en la década de 1900, la compañía Spalding diseñó un bate más grande con una perilla en forma de hongo en el mango. Esto permitió al bateador obtener una mejor distribución del peso a lo largo de toda la longitud del bate.[8]
- El bate de béisbol de Wright & Ditson Lajoie. Este bate tenía un cañón de tamaño normal pero tenía dos perillas en el mango. La perilla más baja estaba en la parte inferior del mango y la otra perilla estaba aproximadamente dos pulgadas por encima de la perilla más baja. Esto fue diseñado para tener un mejor espacio entre las manos debido a que la perilla está en el medio del agarre. Esto también les dio a los bateadores una ventaja cuando se quedaban con el bate apretado, porque la segunda perilla proporcionaba un mejor agarre con un mango en forma de hongo.
- En 1990, a Bruce Leinert se le ocurrió la idea de poner un mango de hacha en un bate de béisbol. Presentó una solicitud de patente para el 'Axe Bat' en 2007 y el bate comenzó a usarse en las filas universitarias y profesionales durante los años siguientes. En 2012, el equipo de béisbol Marietta College Pioneers ganó la Serie Mundial de la División III de la NCAA utilizando bates con mangos de hacha.[9] Varios jugadores de las Grandes Ligas de Béisbol han adoptado el mango del bate, entre ellos Mookie Betts, Dustin Pedroia, George Springer, Kurt Suzuki y Dansby Swanson.[10][11][12]

## Materiales
Los bates de béisbol están hechos de madera dura o de una aleación de metal (normalmente aluminio). La mayoría de los bates de madera están hechos de fresno; otras maderas incluyen arce, nogal y bambú. El nogal ha perdido popularidad debido a su mayor peso, que reduce la velocidad del bate, mientras que los bates de arce ganaron aceptación  tras la introducción del primer modelo aprobado por las grandes ligas en 1997. El primer jugador en utilizar uno fue Joe Carter, de los Toronto Blue Jays. Barry Bonds usó bates de arce en las temporadas en las que rompió el récord de jonrones en una sola temporada del béisbol en 2001, y el récord de jonrones de su carrera en 2007.En 2010, la creciente tendencia de los bates de arce a romperse provocó que las Grandes Ligas de Béisbol examinaran su uso y prohibieran algunos modelos en los juegos de ligas menores.
Los fabricantes colocan la etiqueta de cada bate sobre el lado mecánicamente más débil de la madera.Para reducir las posibilidades de fractura, y dar más potencia a la bola, un bate está diseñado para sostenerse de manera que la etiqueta mire hacia el cielo o el suelo cuando golpea la bola durante un swing horizontal. En esta orientación, el bate se considera más rígido y tiene menos probabilidades de romperse.
Los distintos tipos de madera se rompen de manera diferente. En el caso de los bates hechos de fresno, las etiquetas generalmente estarán en el lugar donde el espacio entre las vetas es más amplio. En el caso de los bates de arce, generalmente se colocan donde la veta es más apretada.
Entre los nuevos prototipos de bate están los fabricados de composite, que es conocido por ser un material muy resistente constituido por fibras de vidrio, de carbono, de boro o de cerámica que se emplea principalmente en la industria aeronáutica y espacial, en la fabricación de material deportivo, como raquetas y esquíes, y de prótesis dentales.

## Fabricación
La fabricación de bates de arce evolucionó significativamente, en cooperación con las Grandes Ligas de Béisbol, prestando especial atención a la pendiente de la veta e incluyendo una prueba de mancha de tinta para confirmar la orientación más segura de la veta de la madera.
Dentro de los estándares de la liga hay un amplio margen para la variación individual; muchos bateadores se conforman con su propio perfil de bate o con uno utilizado por un bateador exitoso. Antiguamente, los bates se torneaban a mano a partir de una plantilla con puntos de calibración precisos; hoy se tornean a máquina a partir de una plantilla metálica fija. Las plantillas históricamente significativas pueden conservarse en la bóveda de un fabricante de bates; por ejemplo, la plantilla de Babe Ruth, que se hizo popular entre los jugadores de las grandes ligas, es R43 en los archivos de Louisville Slugger. Ruth prefería un mango más fino que lo que era habitual en la década de 1920. Utilizaba un bate de 40 pulgadas y 54 onzas, hecho de fresno, con un mango delgado. En 1928 dijo: "Hace unas temporadas usé un bate de 54 onzas, largo y con el peso bien colocado en el extremo. Ahora utilizo un palo de 46 onzas, y cada temporada, cuando hago un nuevo juego de bates, me quito una onza adicional.
Una vez que el bate básico ha sido torneado, tiene el nombre del fabricante, el número de serie y, a menudo, la firma del jugador que lo patrocina, grabados en él frente al mejor lado de la madera. Honus Wagner fue el primer jugador en firmar un bate. Posteriormente, a la mayoría de los bates se les da una cabeza redondeada, pero muchos jugadores prefieren una cabeza "equilibrada", en la que se hace un hueco en forma de copa, modificación que fue introducida en las grandes ligas a principios de la década de 1970, por José Cardenal; esto aligera el bate y mueve su centro de gravedad hacia el mango. Finalmente, el bate se tiñe en uno de varios colores estándar, incluidos el natural, el rojo, el negro y el azul y el blanco en dos tonos.

## Reglamento
En las grandes ligas estadounidenses, la Regla 1.10(a) establece: 
El bate será un palo liso y redondo de no más de 2,61 pulgadas de diámetro en su parte más gruesa y no más de 42 pulgadas de largo. El bate deberá ser de una sola pieza de madera maciza.
No se permite ahuecar ni rellenar con corcho los bates para reducir su peso. Se cree que este material aumenta la velocidad del bate sin reducir en gran medida la potencia del golpe, aunque esta idea fue cuestionada por improbable por el doctor Alan M. Nathan de la Universidad de Illinois, junto con el profesor Jim Sherwood (director del Centro de Investigación de Béisbol) quienes realizaron un experimento para determinar el supuesto beneficio al usar un bate con corcho. Calcularon el coeficiente de restitución (indica que tanto rebota la pelota tras el impacto) del bate y la bola y encontraron que eran prácticamente iguales para el caso del bate sin alteración y el bate con corcho.
En el béisbol amateur generalmente se permiten bates de madera y de aluminio. En general, se considera que los bates de aleación de metal son capaces de golpear una pelota más rápido y más lejos con la misma potencia. Sin embargo, en los últimos años ha surgido un número cada vez mayor de "ligas de bates de madera", lo que refleja una tendencia de volver a utilizar la madera por cuestiones de seguridad y, en el caso de las ligas universitarias de béisbol de verano con bates de madera, para preparar mejor a los jugadores para las ligas profesionales que requieren bates de madera. Los bates de aleación de metal pueden enviar una pelota hacia la cabeza de un lanzador desprotegido hasta 60 pies 6 plg (18,4 m) a una velocidad demasiado alta para que el lanzador pudiera salir del camino a tiempo. Algunas organizaciones de béisbol amateur imponen normas de fabricación y prueba de bates que intentan limitar la velocidad máxima de la pelota para bates de madera y de otros materiales.
En el béisbol de secundaria en los Estados Unidos:
- No se permite que el bate tenga más de2+5/8 de pulgada (66,7 mm)  de diámetro en proximidad al ancho y largo.
- Su "caída" (pulgadas de longitud menos onzas de peso) no debe ser mayor a 3: por ejemplo, un bate de 34 pulgadas (863,6 mm) debe pesar al menos 31 onzas (878,8 g) .
- El bate puede estar hecho de cualquier material uniforme sólido y seguro; las reglas de la Federación Nacional de Asociaciones de Escuelas Secundarias Estatales establecen únicamente material "de madera o no madera".
- Para ser utilizado legalmente en un juego, un bate de aluminio debe ser un bate BBCOR (coeficiente de restitución de bola bateada) porque se ha determinado que un lanzador pierde la capacidad de protegerse cuando se excede esta relación.

En algunas ligas juveniles de 12 años de edad o menos (como el béisbol de las Pequeñas Ligas), el bate no puede pesar más de 2+1/4 de pulgada (57,2 mm) de diámetro. Pero en otras ligas (como la PONY League Baseball y la Cal Ripken League Baseball), el bate no puede pesar más de 2+3/4 de pulgada (69,9 mm) de diámetro.

## Velocidad del bate
Mediante el uso de cámaras de alta resolución denominadas "Hawk-Eye" instaladas en todos los parques de Grandes Ligas, se ha podido medir y generar datos sobre la velocidad y la longitud del swing de los bateadores.  La estadística bat speed o velocidad del bate mide qué tan rápido se mueve el centro del mazo del bate, unas 6 pulgadas (15 centímetros) por debajo del tope, al momento en que ocurre el contacto.
De acuerdo con estudios realizados por  el físico Alan Nathan, una milla por hora más de Velocidad del bate significa 1.2 millas por hora más de velocidad de salida y en unos 7 pies de distancia en una bola conectada por el aire, es decir, más velocidad del bate es igual a más poder.

## Cuidado y mantenimiento

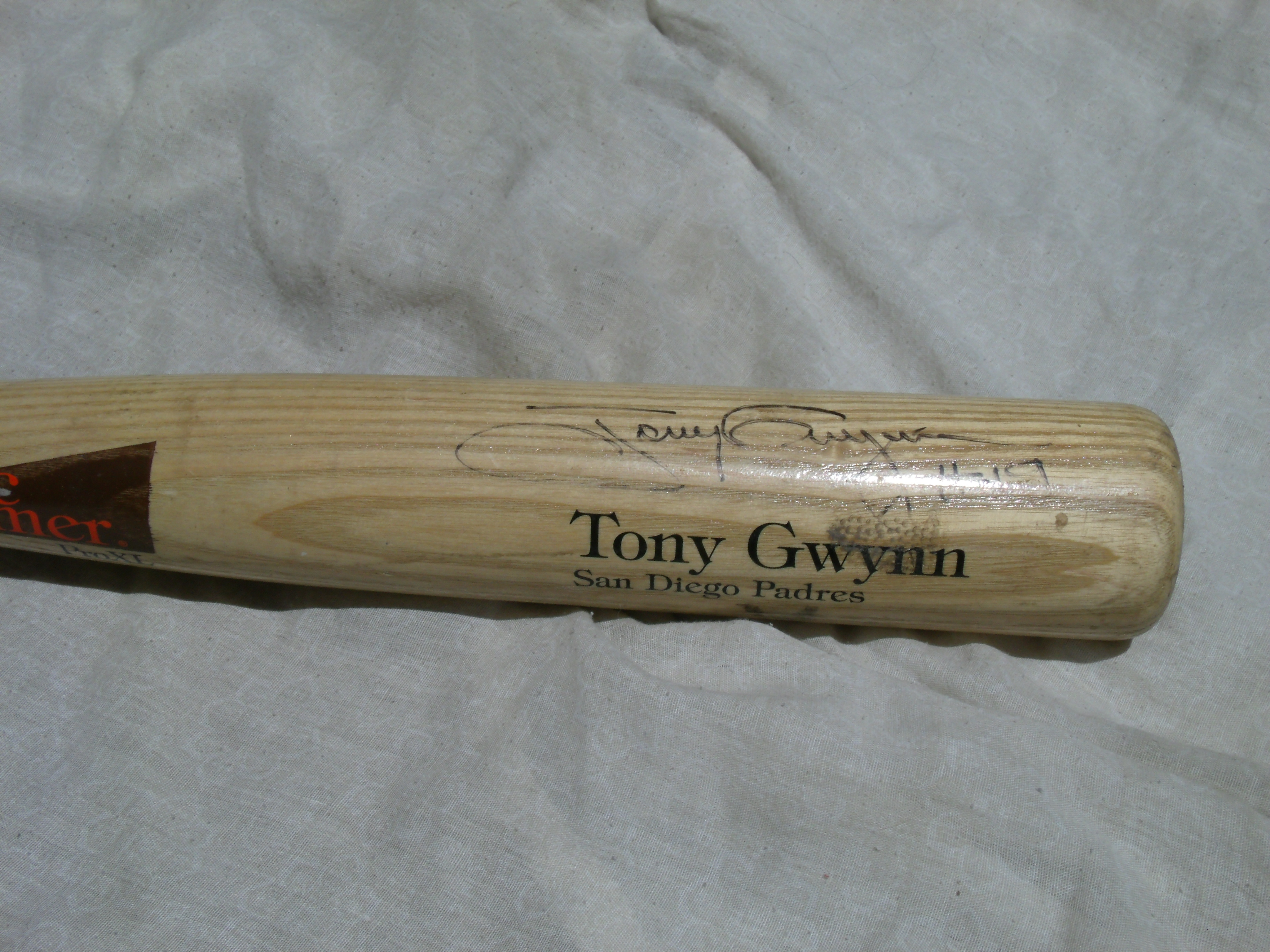
Un bate de béisbol usado y autografiado por Tony Gwynn

Los jugadores pueden ser muy particulares con sus bates. Ted Williams periódicamente los llevaba a la oficina de correos para pesarlos. "Los bates absorben la condensación y la suciedad que se encuentra en el suelo", escribió, "pueden ganar una onza o más en un tiempo sorprendentemente corto". Pete Rose los limpiaba con alcohol.
Ichiro Suzuki también tuvo mucho cuidado de que sus bates no acumularan humedad y ganaran peso: almacenó sus bates en humidificadores, uno en el dogout y otro portátil, para el camino. El jugador japonés cargaba sus bates personalmente dentro y fuera del dugout, y no permitía que los batboys los tocaran. Rod Carew luchó contra la humedad guardando sus bates en una caja llena de aserrín en la parte más cálida de su casa.

## Bate fungo

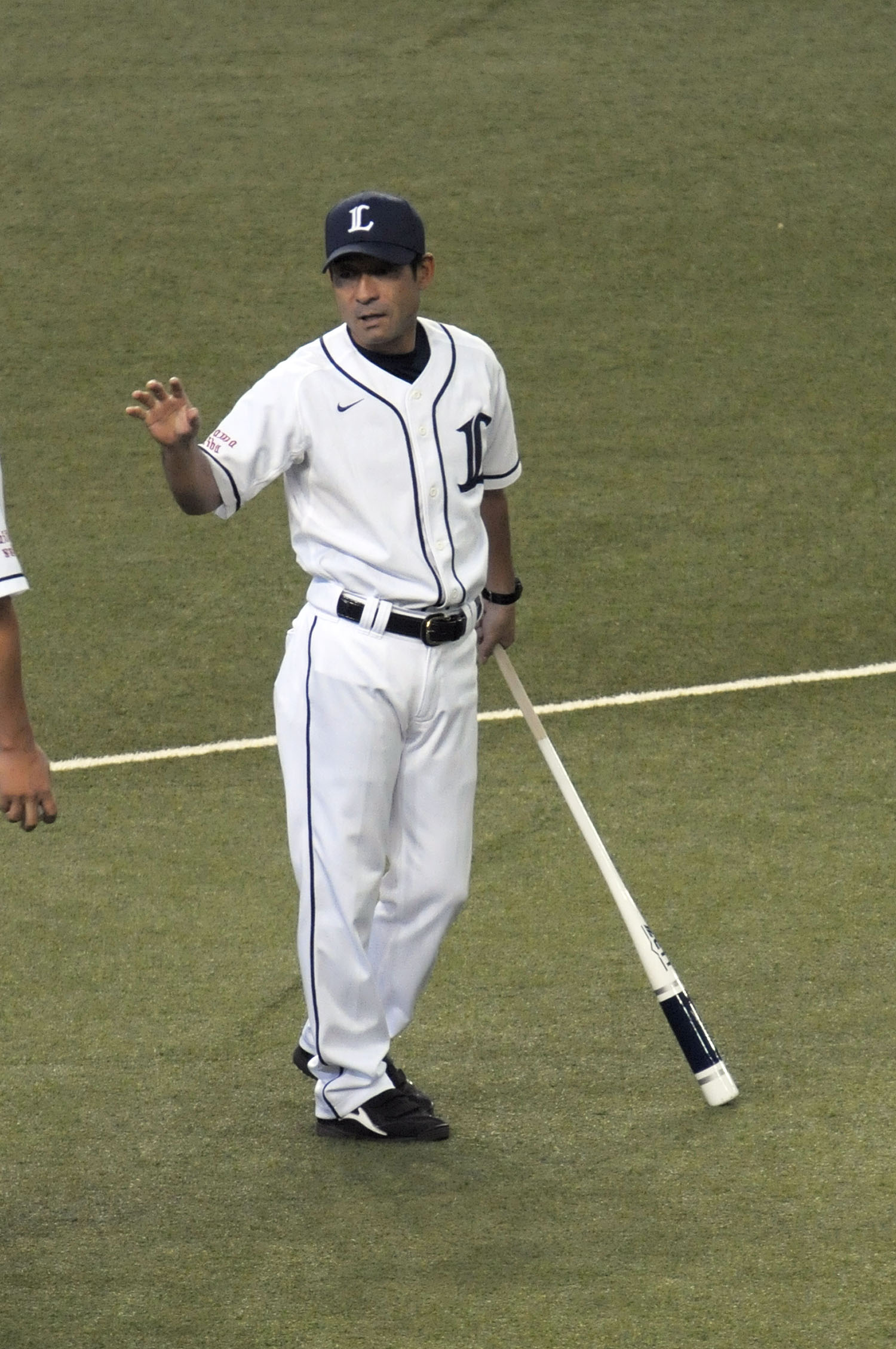
Hiroshi Narahara sosteniendo un bate fungo

Un bate fungo es un bate especialmente diseñado para ser utilizado por los entrenadores de bateo de béisbol y softbol para practicar. Es un bate más largo y delgado que se utiliza para el entrenamiento y para golpear pelotas lanzadas al aire. Los bates fungo están diseñados para ayudar a los jugadores a desarrollar sus habilidades defensivas, ya que los entrenadores pueden variar fácilmente la velocidad, el ángulo, la rotación y la distancia de la pelota

## Como arma
Los bates de béisbol son utilizados a menudo como armas por civiles, criminales, manifestantes  y mafiosos. Los factores que hicieron del bate de béisbol un arma popular incluyen:
- Precio: Los bates de béisbol son más baratos de comprar y más fáciles de mantener que las armas de fuego o las armas blancas.
- Legalidad: A diferencia de las armas de fuego, las armas blancas, el gas pimienta o las pistolas eléctricas, los bates de béisbol no se consideran armas en muchas jurisdicciones debido a que son equipos deportivos. Sin embargo, algunas jurisdicciones pueden prohibir llevar equipo deportivo en público sin una buena razón.[35]
- Facilidad de acceso: Los bates de béisbol están disponibles en tiendas de artículos deportivos. No requieren verificación de antecedentes, licencia o permiso.[36]
- Facilidad de uso: Los bates de béisbol (como muchas otras armas contundentes) solo requieren que el usuario los golpee hacia el objetivo para que sean efectivos.
- Diversidad: Los bates de béisbol vienen en varios tamaños, desde bates T-ball hasta bates de tamaño completo. Pueden adaptarse a la resistencia, el tamaño y los lugares de almacenamiento disponibles de los usuarios.